# Liz Garbus
Elizabeth Freya Garbus (11 de abril de 1970) es una cineasta y productora estadounidense, reconocida principalmente por su trabajo en el cine documental, dirigiendo y produciendo obras notables como The Farm: Angola, USA, Ghosts of Abu Ghraib, Bobby Fischer Against the World, Love, Marilyn y What Happened, Miss Simone? The Farm, de 1998, obtuvo entre otros premios una nominación a los Premios de la Academia. Sus documentales se han exhibido en importantes eventos en todo el mundo, entre los que se incluyen los festivales de Sundance, Toronto y South by Southwest. En 2020 dirigió el largometraje Chicas perdidas, basado en la novela del mismo nombre de Robert Kolker.

## Filmografía

### Cine y televisión
| Año  | Título                                                   | Directora | Productora | Notas                     |
| ---- | -------------------------------------------------------- | --------- | ---------- | ------------------------- |
| 1996 | Final Judgment: The Execution of Antonio James           |           | Sí         |                           |
| 1998 | The Farm: Angola, USA                                    | Sí        | Sí         |                           |
| 1999 | Different Moms                                           | Sí        | Sí         |                           |
| 2000 | Epidemic Africa                                          |           | Sí         | Cortometraje              |
| 2000 | The Changing Face of Beauty                              | Sí        | Sí         | Dirigido con Rory Kennedy |
| 2000 | Juvies                                                   | Sí        | Sí         |                           |
| 2000 | The Travelers                                            | Sí        | Sí         | True Life – MTV           |
| 2002 | The Execution of Wanda Jean                              | Sí        | Sí         |                           |
| 2002 | Schooling Jewel                                          |           | Sí         |                           |
| 2003 | Together: Stop Violence Against Women                    |           | Sí         |                           |
| 2003 | A Boy's Life                                             |           | Sí         |                           |
| 2003 | The Nazi Officer's Wife                                  | Sí        |            |                           |
| 2003 | Pandemic: Facing AIDS                                    |           | Sí         | Miniserie                 |
| 2003 | Girlhood                                                 | Sí        | Sí         |                           |
| 2003 | Con Man                                                  |           | Sí         |                           |
| 2004 | Indian Point: Imagining the Unimaginable                 |           | Sí         |                           |
| 2005 | Xiara's Song                                             | Sí        | Sí         | Cinemax                   |
| 2005 | Street Fight                                             |           | Sí         |                           |
| 2006 | Yo soy Boricua, pa'que tu lo sepas!                      | Sí        | Sí         | Dirigido con Rosie Perez  |
| 2007 | Coma IV                                                  | Sí        | Sí         |                           |
| 2007 | Ghosts of Abu Ghraib                                     |           | Sí         |                           |
| 2009 | Shouting Fire: Stories from the Edge of Free Speech      | Sí        | Sí         |                           |
| 2010 | Family Affair                                            |           | Sí         |                           |
| 2010 | The Fence (La Barda)                                     |           | Sí         | Cortometraje              |
| 2010 | Killing in the Name                                      |           | Sí         | Cortometraje              |
| 2011 | Bobby Fischer Against the World                          | Sí        | Sí         |                           |
| 2011 | There's Something Wrong with Aunt Diane                  | Sí        | Sí         |                           |
| 2011 | The Fight for Fischer's Estate                           | Sí        | Sí         | Cortometraje              |
| 2011 | Chess History                                            | Sí        | Sí         | Cortometraje              |
| 2011 | Focus Forward: Short Films, Big Ideas                    | Sí        |            | Cortometraje              |
| 2012 | Love, Marilyn                                            | Sí        | Sí         |                           |
| 2012 | Robot                                                    | Sí        | Sí         |                           |
| 2014 | A Good Job: Stories of the FDNY                          | Sí        | Sí         |                           |
| 2013 | Before the Spring: After the Fall                        | Sí        | Sí         |                           |
| 2015 | What Happened, Miss Simone?                              | Sí        | Sí         |                           |
| 2016 | Nothing Left Unsaid: Gloria Vanderbilt & Anderson Cooper | Sí        | Sí         |                           |
| 2018 | The Fourth Estate                                        | Sí        | Sí         |                           |
| 2018 | A Dangerous Son                                          | Sí        | Sí         |                           |
| 2019 | Who Killed Garrett Phillips?                             | Sí        |            |                           |
| 2020 | Lost Girls                                               | Sí        | No         |                           |

## Premios y distinciones
Premios Óscar
| Año  | Categoría                 | Película                    | Resultado |
| ---- | ------------------------- | --------------------------- | --------- |
| 1999 | Mejor documental largo    | The Farm: Angola, USA       | Nominada  |
| 2016 | Mejor película documental | What Happened, Miss Simone? | Nominada  |